# Murano

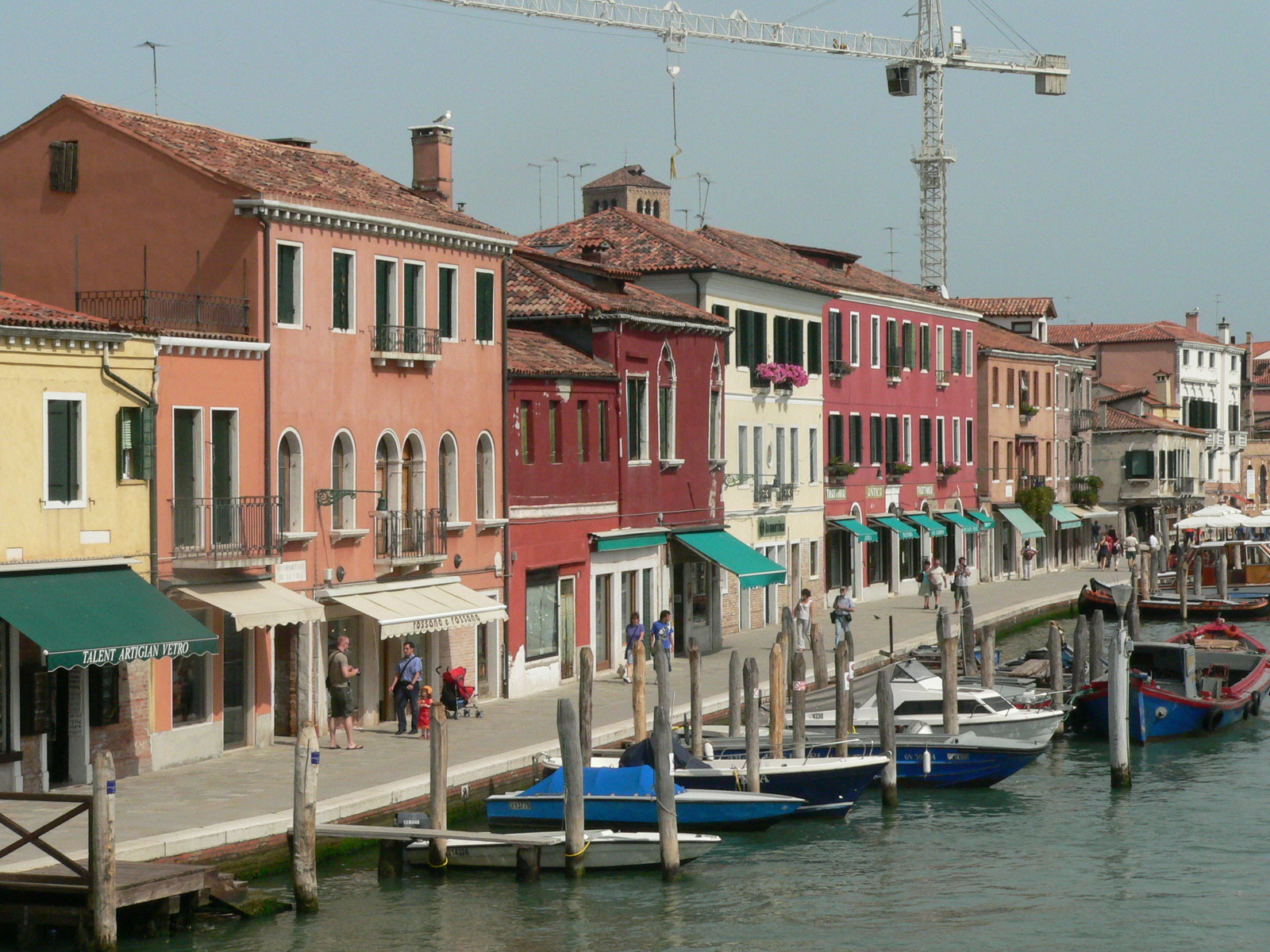
Murano „főutcája”: a Canale Ponte Longo

Murano (velencei nyelven Muran) másfél kilométerre terül el Velencétől északkeletre. 1291 óta a velencei üveggyártás központja, különösen a 16. században élte virágkorát e tevékenységnek köszönhetően. Murano öt szigetre épült, és körülbelül a közepén vágja ketté a saját „Canal Grandéja”. A csatorna két partját híd köti össze, a Ponte Vivarini, amelyet az innen származó 15. századi művészcsaládról neveztek el. A közigazgatásilag Velencéhez tartozó szigetnek jelenleg 5600 lakosa van.

## Murano története

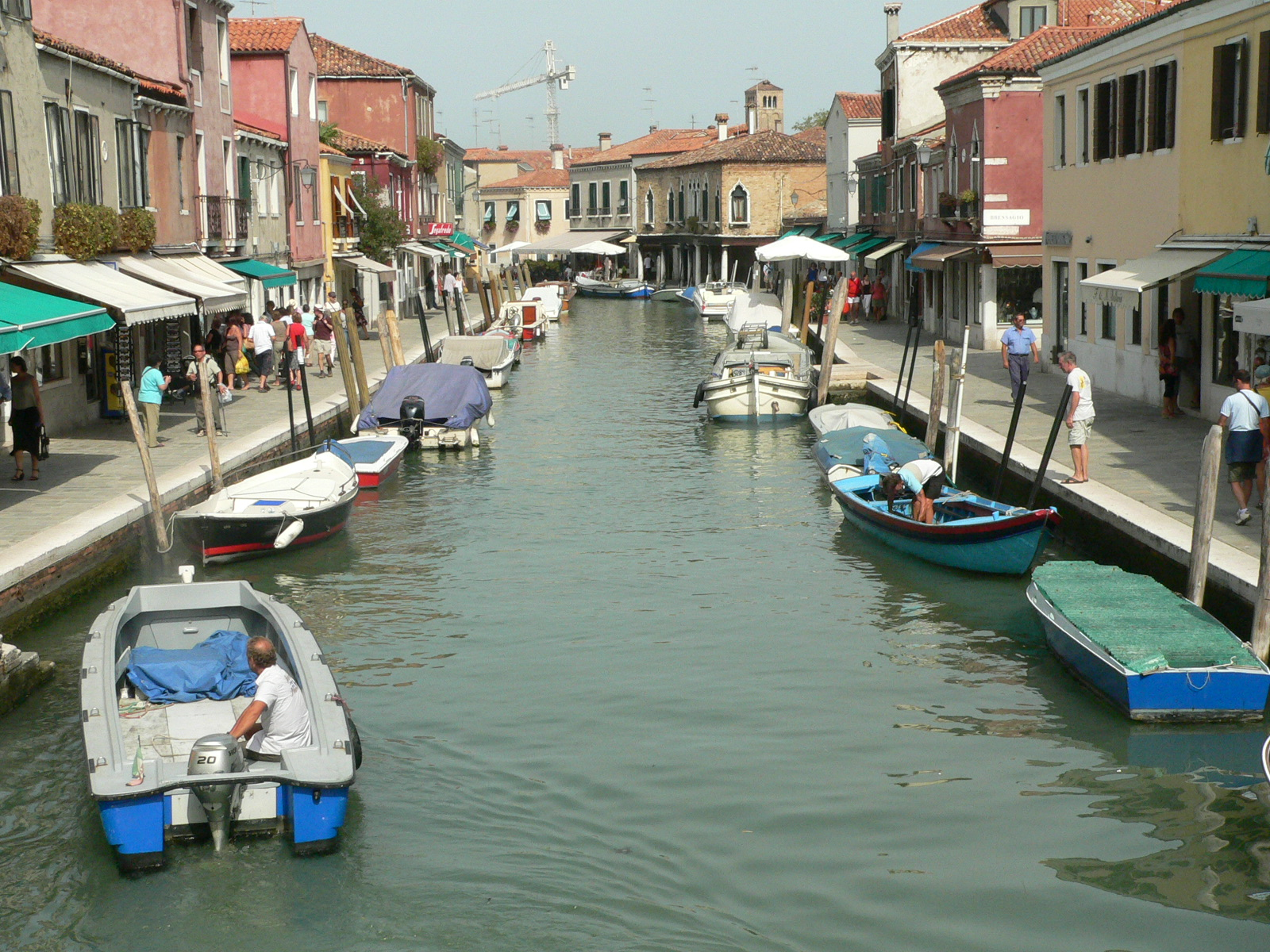
Muranói utcakép: Canale dei Vetrai

Murano már a római korban lakott település volt. Később lakói halászatból és sótermelésből éltek, a sziget kereskedelmi központ is volt. A 11. században hanyatlásnak indult, mert sok lakója Velence Dorsoduro városrészébe költözött. A 13. századtól saját Nagytanácsa volt, de a hatalmat valójában a Velencéből kiküldött kormányzó (podestà) gyakorolta. A lagúna többi szigetétől eltérően Murano saját pénzt vert.
A sziget igazi fellendülése 1291-ben kezdődött, amikor a Velencéből tűzveszélyességük miatt kitiltották az üvegfúvó műhelyeket, és azok Muranóra költöztek. A 14. században elkezdődött az üvegtermékek exportja, a sziget eleinte tükreinek és üveggyöngyeinek köszönhetően vált világhírűvé. Később a csillárok váltak a sziget leghíresebb termékévé. A szigeten találták fel az ún. aventurin üveget (sötétzöld üveg, benne aranycseppekkel). Egy ideig Murano volt Európa legjelentősebb üvegtermelője. Az üveggyártás a 18. századtól kezdve hanyatlásnak indult, de még ma is ez jelenti a sziget legfontosabb iparágát.
A 15. században Murano a velenceiek kedvelt üdülőhelyévé vált, ekkor épültek elegáns palotái.

## Az üveggyártás

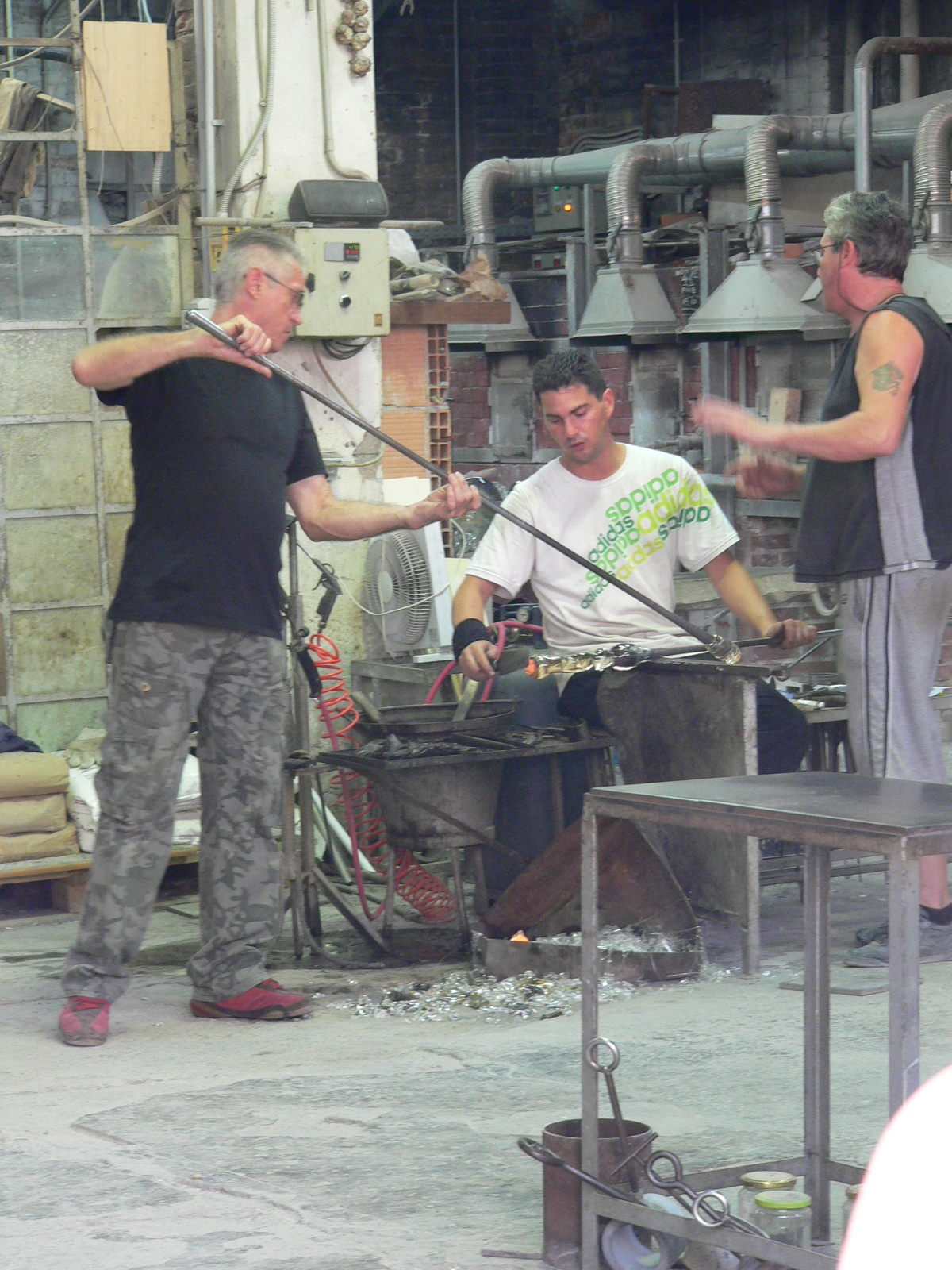
Napjaink üvegfúvó mesterei a turisták szeme láttára dolgoznak

Modern köztéri üvegszobor a Campo Santo Stefanón

A velencei lagúnában és a környező szárazföldön az üveggyártás hagyományai egészen a római időkig nyúlnak vissza. Torcellón a régészeti feltárások során a 7. századból származó üvegtárgyakat találtak. A különböző krónikákban a 10. századtól kezdve folyamatosan említik a környék üvegiparát. Az üvegművesek tevékenységére vonatkozó első írott szabályok a 12. századból maradtak fenn. Konstantinápoly eleste (1204) után Velence a Mediterráneumban egyeduralkodóvá vált a különféle luxuscikkek, így a kitűnő minőségű üvegáruk exportja terén.
Az üvegművesek első „munkaköri leírása”, a híres Capitulare de Fiolaris 1271-ben kelt. A szabályozás a kemencék tulajdonosaitól kezdve a tanoncokig mindenkire kiterjedt, akinek csak valami köze volt az üvegiparhoz, és így az üvegfúvók céhéhez tartozott. A szabálykönyvet rendszeresen aktualizálták, utolsó változata 1776-ban készült.
Muranón a középkori és újkori üvegtermelés azonban a velencei üvegfúvó műhelyek 1291-es kilakoltatásával vette kezdetét. A muranói üveg fénykorában, a 16. században 37 üveggyár volt a szigeteken, ahol akkoriban 30 000 fő lakott. Az üveg Velence kevés exportcikkének egyike volt, ezért az üvegkészítők bizonyos kiváltságokat élveztek, például nemes kisasszonyokat vehettek feleségül. Mivel a mesterség fortélyait szigorúan őrizték, az üvegfúvó mesterek nem utazhattak el a Velencei Köztársaságból. A gyártás titkát idegeneknek továbbadó üvegfúvó mestereket halálbüntetés fenyegette. Ma azonban már több manufaktúra is rendszeresen tart bemutatókat a turisták számára.
Az évszázadok során az üveggyártásnak több különböző technológiája alakult ki. A legfontosabb üvegtípusok:
- kristályüveg,
- smalto (zománcozott üveg),
- aventurin (aranycseppeket tartalmazó üveg),
- millefiori (sokszínű üveg),
- tejüveg (lattimo), valamint

a különféle drágakövek üvegből készült utánzatai.
Az 1600-as évekre megerősödött a konkurencia, elsősorban Franciaországban és Morvaországban. Velence politikai és kereskedelmi jelentősége a kereskedelmi útvonalak áthelyeződése miatt is hanyatlani kezdett, ami maga után vonta a muranói üvegipar lassú hanyatlását. A Köztársaság és az üvegipar végét az 1797-es francia megszállás jelentette. Franciaország 1814-ben átadta Velencét a Habsburg Birodalomnak, amely inkább a birodalomhoz tartozó cseh üvegipart kívánta erősíteni, ezért Muranóban súlyos adókat vetettek ki a létfontosságú nyersanyagok importjára. 1800-ban még 24 üveggyár működött a szigeten, 20 év múlva már csak 13, és azok közül is csak ötben készítettek fúvott üvegeket.
Az 1850-es években kezdődött a muranói üvegipar új felvirágzása. Ez két eseményhez köthető. 1854-ben Pietro Toso hat vállalkozó szellemű fia Fratelli Toso (Toso fivérek) néven új üveggyárat alapított. Kezdetben csak üveg használati tárgyakat gyártottak, később azonban jelentősen szélesítették termékskálájukat. 1859-ben egy Antonio Salviati nevű ügyvéd érkezett Vicenzából Muranóba, és Salviati dott. Antonio fu Bartolomeo néven új céget alapított. Felismert egy új területet, ahol kielégítetlenek voltak az igények: a Velencében mindenütt megtalálható, régi üvegmozaikok pótlására üvegcsempéket kezdett gyártani. Az ötlet önmagában is sikeresnek bizonyult, emellett Salviati új értékesítési csatornákat is talált termékei számára, elsősorban a Habsburg Birodalom határain kívül, például Angliában.
Az 1860 és 1960 közti száz évben a muranói cégek a dekoratív üveg dísztárgyak készítésével tettek szert ismét világhírre. 500 évvel az első virágkor után Murano ismét a csúcsra jutott. Murano továbbra is exportálja hagyományos termékeit, a tükröket és az egyéb üvegárukat, de emellett a kínálatban megjelentek olyan új használati tárgyak is mint a csapok fogantyúi, az üveg lámpaernyők vagy az elektromos csillárok. A turistaforgalom növekedésével egyre nagyobb az üveg ékszerek és emléktárgyak iránti kereslet is.

## Nevezetességei

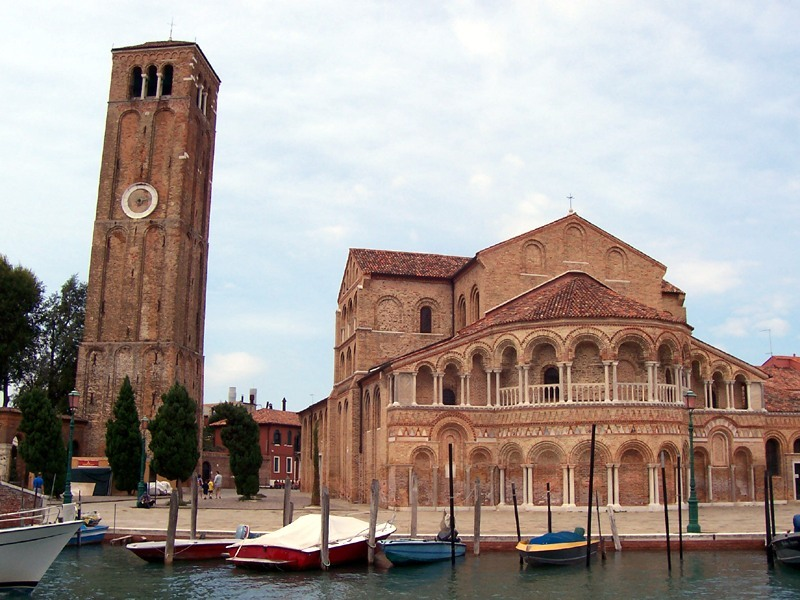
A Santa Maria e Donato-bazilika

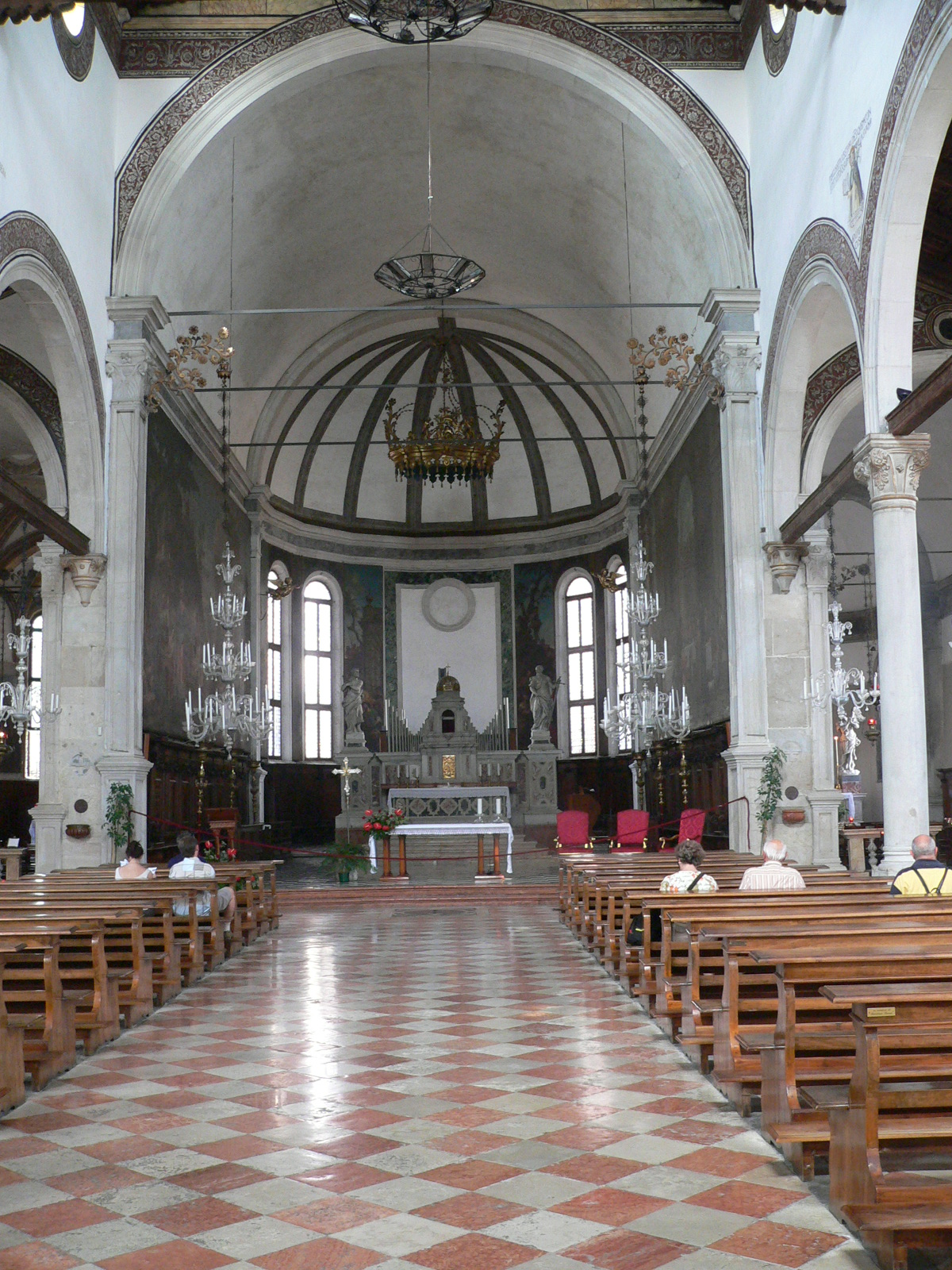
A San Pietro Martire templom belső tere

Az 1797–1866 közötti francia és osztrák megszállás időszakában Murano csaknem minden templomát lerombolták, hogy újabb üveggyáraknak és lakásoknak teremtsenek helyet. Napjainkra csak három templom maradt meg a szigeten, amelyek közül kettő látogatható.
Basilica Santa Maria e Donato (San Donato): Murano legjelentősebb temploma, a sziget legfontosabb műemléke, a velencei-bizánci építészet a lagúnában fennmaradt egyik legszebb és legérdekesebb darabja. A 7. századi alapot a 12. században újjáépítették, amikor Szt. Donát hamvait Kefalónia görög szigetről Muranóba hozták. A tégla és terrakotta templom külső részének ékessége a Canale San Donatóra néző oszlopsor. Belsejének legkidolgozottabb része a kutyafog- és cakkos mintákkal díszített apszis. Márvány mozaikpadlója 1141-ből származik, a velencei Szent Márk-Bazilikáéhoz hasonlít. A legkiemelkedőbb művészi alkotás a 12. századi, arany hátterű, Szűz Máriát ábrázoló mozaik az apszis fölött. Az első oltár felett látható egy Szent Donátot ábrázoló, Paolo Venezianónak tulajdonított, 1310-ben készült fa dombormű. A harangtorony a templomtól függetlenül áll.
San Pietro Martire templom: A dominikánusok kolostortemploma 1437-ben épült, majd egy tűzvészt követően 1511-re újjáépítették. Jelenleg protestáns plébániatemplomként működik. A templombelsőt többek közt Veronese, Giovanni Bellini, Bartolomeo Letterini, valamint Domenico és Jacopo Tintoretto festményei díszítik. Bellini két oltárképe a Trónoló Madonna és a gyermek Jézus Szent Ágostontól és Szent Márktól közrefogva, akik bemutatják neki a térdeplő Agostino Barbarigo dózsét (1488), és a Szűz Mária mennybemenetele szentekkel (1510–1513), előbbit a korai reneszánsz egyik legjelentősebb alkotásának tartják.
Museo del Vetro (Üvegmúzeum): A világ legnagyobb, mintegy 4000 darabból álló velencei üveggyűjteménye az egykori püspöki palotában, a 17. századi Palazzo Giustinianban berendezett Üvegmúzeumban található. A város tulajdonában álló múzeum 1861 óta mutatja be az üveggyártás történetét. A múzeumban időrendi csoportosításban tekinthetők meg a műtárgyak, a földszinten az ókori (egyiptomi, görög, föníciai és római) emlékek, a főemeleten pedig a reneszánsztól a 19. század közepéig készült darabok találhatók. A legértékesebb kiállítási tárgy a kék üvegből készült menyegzői kehely, amelyet a 15. század végén Angelo Barovier zománc portrékkal és szerelmi jelenetekkel díszített. A múzeum szerda kivételével naponta 10–18 óra között tart nyitva (a téli szezonban csak 17 óráig).
Világítótorony (Faro di Murano): A 35 m magas, fehér isztriai mészkőből 1912-ben épült, henger alakú torony tetején 37 m tengerszint feletti magasságban helyezkedik el a fényforrás. A sziget délkeleti oldalán álló fehér tornyon a tenger felőli oldalon két vízszintes, fekete sáv látható. A torony enyhén a tenger felé dől.
Campo Santo Stefano: a tér nevezetessége a 19. századi óratorony, amely egy 12. századi templom harangtornyának alapjaira épült. 
A szigeten számos középkori palota, például a késő gótikus homlokzatú Palazzo da Mula, valamint sok, a 19. században téglából épített üveggyár és más ipari célú épület található.

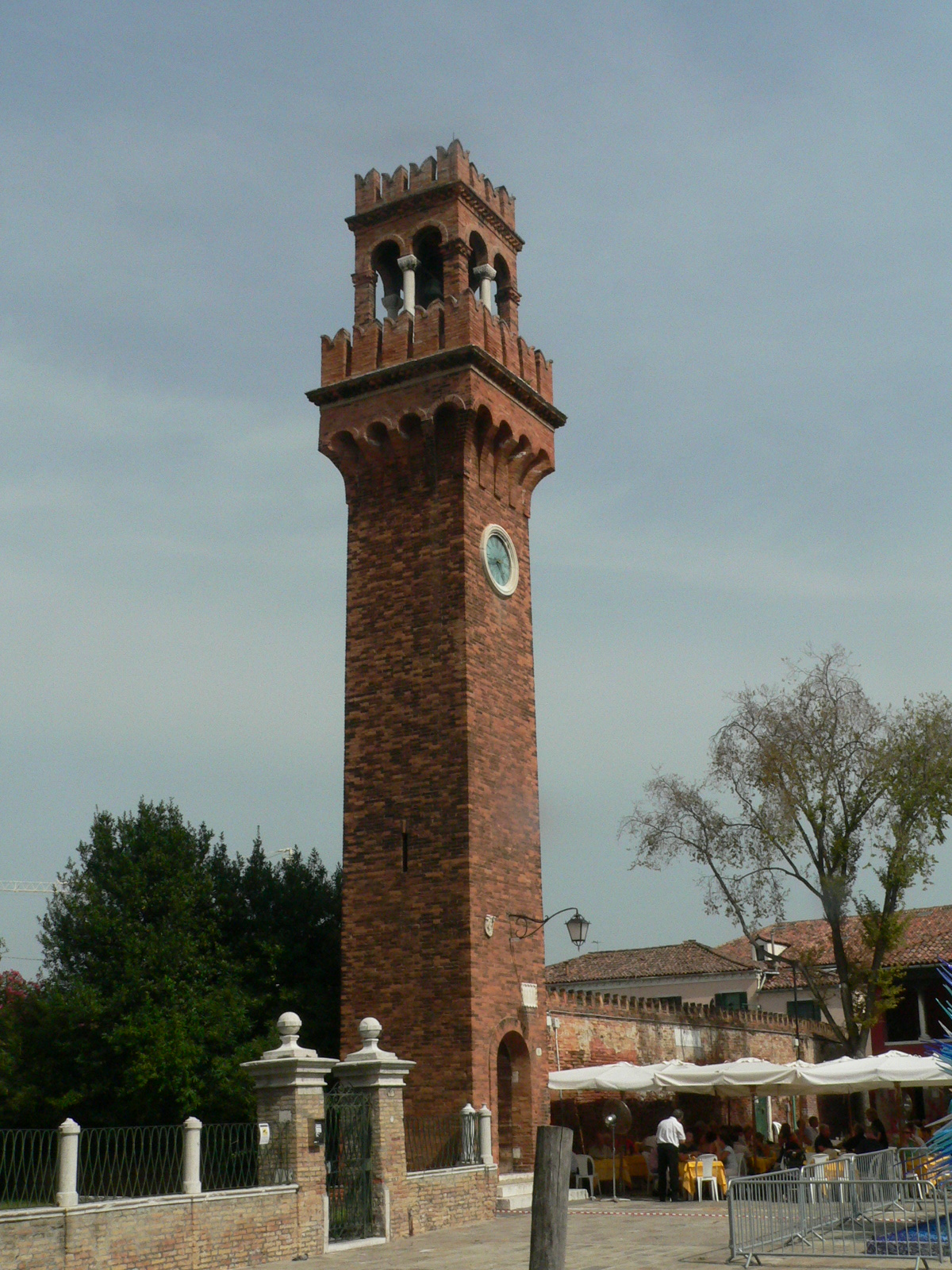
Az óratorony a Campo Santo Stefanón
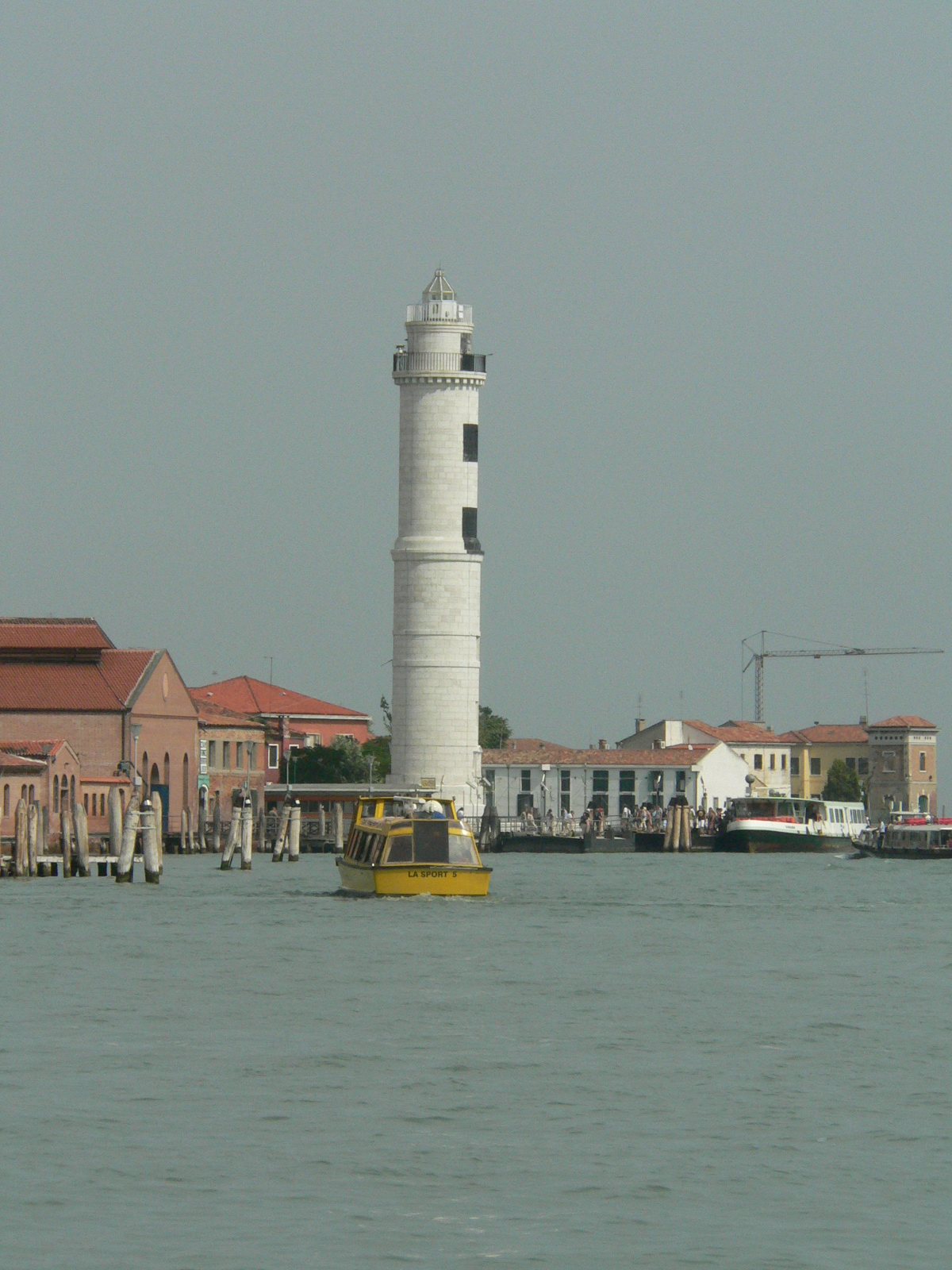
Murano világítótornya (Faro di Murano)
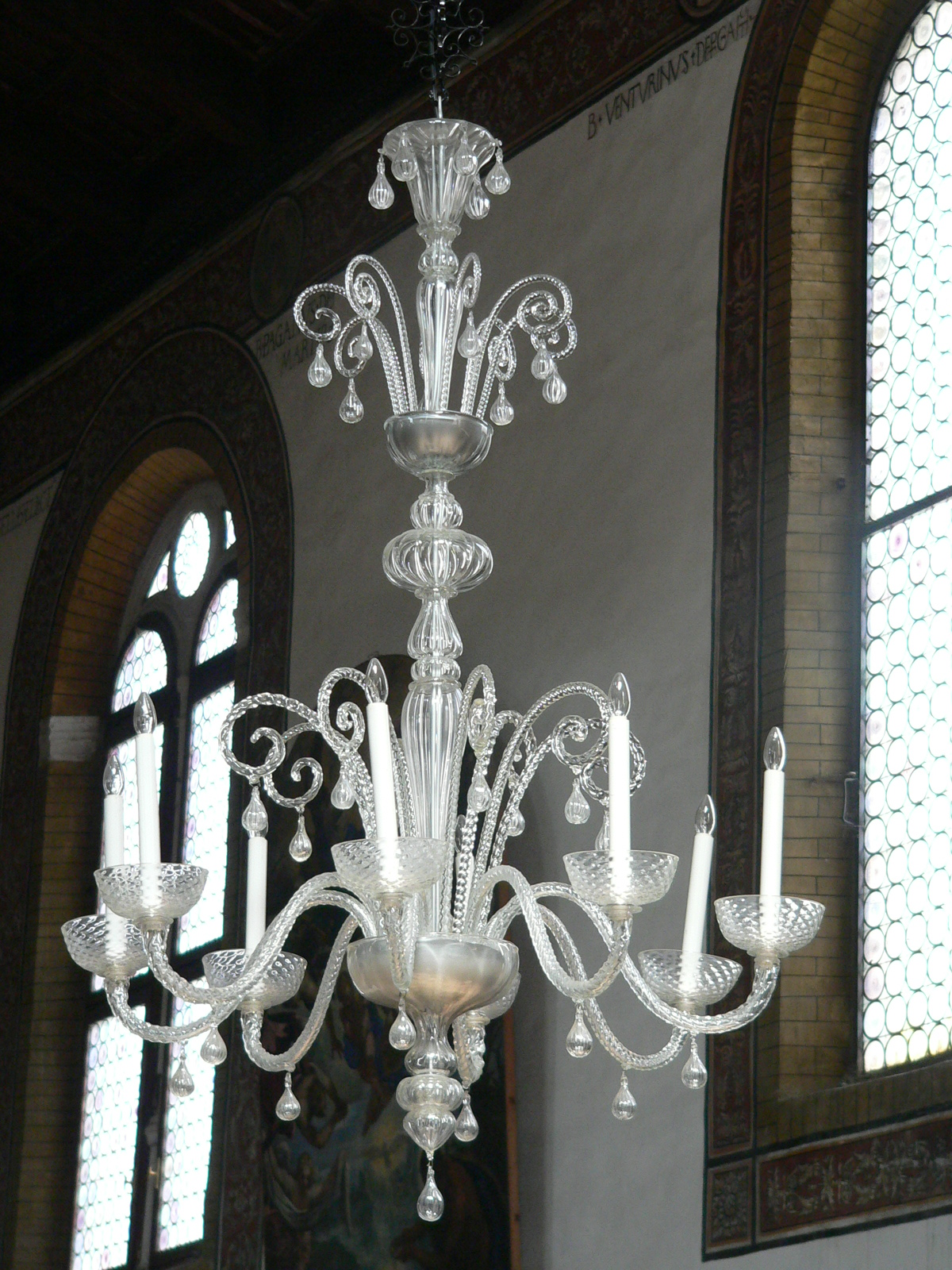
A San Pietro Martire-templom díszes, fehér üvegcsillárjainak egyike

## Közlekedése
Murano a Velence északi partján fekvő kikötőből (Fondamente Nove) az ACTV velencei közlekedési vállalat vízibuszaival mintegy 10 perc alatt elérhető. Murano szigetein a vaporettónak hét megállója van, azonban a Burano és Treporti felé közlekedő távolsági járatok csak a Világítótoronynál (Murano Faro megálló) kötnek ki.

## Külső hivatkozások
- https://web.archive.org/web/20061030162059/http://www.doge.it/murano/muranoi.htm